# Óblast autónomo Adigués
El óblast autónomo Adigués (en ruso: Адыгейская автономная область) fue una división administrativa de la república socialista federativa soviética de Rusia, en la Unión Soviética, que se encontraba dentro de las fronteras del krai de Krasnodar que existió entre el 3 de agosto de 1928 y el 5 de octubre de 1990.
El óblast albergaba dentro de su territorio parte de la cuenca del Kubán, entre los ríos Bolshaya Laba y Kubán, además de ciertas porciones de las faldas septentrionales de las montañas del Cáucaso. Cubría un área de 7.600 km² y contaba con una población de 405.000 habitantes en 1980. Su capital era Maikop (hasta 1936, Krasnodar). 

## Historia
El óblast fue creado en territorio del krai del Cáucaso Norte el 3 de agosto de 1928 como resultado del cambio de nombre del Óblast Autónomo Adigué (Circasiano) (previamente denominada Óblast Autónomo Circasiano (Adigué) -27 de julio a 24 de agosto de 1922) con capital en Krasnodar. En su composición original se incluían tres distritos: el Psekupski (con centro en el aul Tajtamukái), el Farski (aul Jakurinojabl) y Shirvanski (aul Adami). El 24 de octubre de 1923 se reformó la composición dejando dos ókrugs: el Psekupski y el Farski. El 2 de junio de 1924 pasó a formar parte del krai del Sudeste, el 5 de agosto se dividió en cinco raiones (Ponezhukaiski, Natyrbovski, Preobrazhenski, Tajtamukaiski, Jakurinojablski) y el 16 de octubre de ese año, al krai del Cáucaso Norte. El 3 de agosto de 1928 pasó a denominarse Óblast Autónomo Adigué.
El 7 de febrero de 1929 se realizó otra reforma administrativa por la que quedó dividido en tres raiones: Krasnogvardiski (Nikoláyevskoye), Psekupski (Ponezhukái) y Shovgenovski (Jakurinojabl). El 10 de enero de 1934, se incluyó el óblast en el krai de Azov-Mar Negro. El 24 de diciembre de ese año se redistribuyó el territorio creándose dos raiones más, el Tajtamukaiski (Tajtamukái) y el Koshejablski (Koshejabl). El 10 de abril de 1936 se incorporó al óblast la ciudad de Maikop (que se convirtió en la nueva capital), el raión de Guiaguínskaya y el municipio de Jánskaya.
El 13 de septiembre de 1937 fue incorporado al recientemente creado krai de Krasnodar. El 21 de febrero de 1940 se reformó la administración territorial con la inclusión de los raiones Guiaguinski (Guiaguínskaya) y Maikopski (Maikop). El 28 de abril le fue añadido a este último raión el territorio del abolido raión de Tulski. El 7 de enero de 1985, se realizó una nueva reforma por la que se incluyeron dos ciudades subordinadas directamente a la república, Maikop (Tulski fue designado centro del raión de Maikop), y Teuchezhsk. El 5 de octubre de 1990 fue transformado en la República Autónoma Socialista Soviética de Adigueya que acabaría siendo el 24 de marzo de 1992, la República de Adiguesia.

## Demografía
| 1926    | 1939    | 1959    | 1970    | 1979    | 1989    |
| ------- | ------- | ------- | ------- | ------- | ------- |
| 113 481 | 241 799 | 284 690 | 385 644 | 404 504 | 432 588 |